# Cristian Molinaro
Cristian Molinaro (30. juli 1983 i Vallo della Lucania, Italien) er en italiensk fodboldspiller, som spiller for Torino.